# Acetilcolină
Acetilcolina (abreviată ACh) este un compus organic care acționează ca neurotransmițător la om și la multe specii de animale. Numele său derivă de la structura sa chimică, fiind esterul acidului acetic cu colina. A fost primul neurotransmițător identificat atât la nivelul sistemului nervos central cât și la nivelul sistemului periferic.

## Biochimie

### Structură chimică
Acetil colina este un ester format în urma reacției de esterificare dintre acid acetic și colină, structura sa de tip ester fiind confirmată și de denumirea IUPAC: 2-acetiloxi-trimetil amoniu (clorură)
Aceticolina a fost identificată pentru prima oară în 1914 de către Henry Hallett Dale, care îi descoperă acțiunea sa asupra mușchiului cardiac. Cel care îi confirmă funcția de neurotransmițător este Otto Lewi care o denumește vagusstoff pentru că era eliberată de la nivelul nervului vag.
Cercetările efectuate au arătat că acetilcolina se leagă de receptorii colinergici de la nivelul fibrelor musculare, ceea ce determină deschiderea canalelor ionice de sodiu. Ionii de sodiu intră în celule, unde stimulează contracția musculară. Acetilcolina în timpul inducției contracției musculare, determină în paralel reducerea contracțiilor mușchiului cardiac. Acest lucru este datorat diferenței de structură a receptorilor din mușchi și de la nivelul inimii. Acetilcolina are activitate și la nivelul creierului (unde are acțiune excitatoare).

### Biosinteza
Are loc la nivelul citoplasmei neuronilor colinergici din colină și acetilcoenzima A în prezența enzimei colinacetiltransferaza, (sintetizată în interiorul neuronului).
{\displaystyle acetilCoA+colina\longrightarrow ^{colinacetiltransferaza}ACh+CoA}

### Metabolizare
Are loc în fanta sinaptică , printr-o reacție de hidroliză catalizată de acetilcolinesterază (produșii fiind colina și acidul acetic), sau de pseudocolinesterază.

### Stocare
Se face în veziculele presinaptice sub formă liberă sau de complex cu proteine.

### Eliberare și reglare
ACh (forma liberă) este eliberată din vezicule fie permanent, sau atunci când este nevoie sub influența impulsului nervos. Reglarea eliberării are loc prin intermediul receptorilor, a unor liganzi fiziologici dar și ioni.
| Receptorii implicați                         | Efect            |
| -------------------------------------------- | ---------------- |
| Receptori sinaptici                          | negativ (scade)  |
| Receptori α adrenergici                      | negativ (scade)  |
| Receptori serotoninerrgici și histaminergici | pozitiv (crește) |
| Substanțe implicate                          |                  |
| Antagoniștii calciului                       | negativ (scade)  |
| Agoniștii muscarinici                        | negativ (scade)  |
| Ioni implicați                               |                  |
| Ca 2+                                        | crește           |
| Mg 2+                                        | scade            |

## Tipuri de receptori
Receptorii pentru acetilcolină (cunoscuți ca receptorii colinergici) sunt de 2 tipuri:
- Receptori nicotinici,(nAChR), cunoscuți sub denumirea de receptor "ionotropic" ce au ca mediator alcaloidul nicotină.

Receptorii nAChR sunt receptori ce formează canalele ionice dependente de voltaj.Ei sunt formați din 5 subunități proteice : α,α,β,γ,δ.Subunitățile au o suprafață externă mai largă, în care se va fixa acetilcolina.
- Receptori muscarinici[12]. Receptorii muscarinici sunt polipeptide cu masa de circa 80000 daltoni. Ei sunt de mai multe tipuri :M1, M2, M3,M4,M5.Aceștia , atunci când sunt stimulați de acetilcolină sau agoniștii farmacologici au un efect stimulator.